# Louis Kockelmann
Lodewicus Petrus (Louis) Kockelmann (Arnhem, 12 september 1944) is een Nederlandse artiest. 
Kockelmann is met name thuis in het theater waarin hij zowel cabaret als toneel als jeugd- en muziektheater beoefent. 
Bij het grote publiek is hij vooral bekend als de spil van het gezelschap Het Groot Niet Te Vermijden. Daarin zet hij zich niet alleen neer met alledaagse typetjes, maar ook als zanger en musicus. Daarnaast bemoeit hij zich intensief met de opzet en inkleuring van het programma van het gezelschap.
Hij speelde in diverse televisieseries (onder andere Medisch Centrum West, Niemand de deur uit! (waar hij na 12 afleveringen de rol van "Wouter Prins" overnam van Cees Heyne) in 21 afleveringen) en films. Ook vormde Kockelmann samen met John Buijsman het gezelschap "De zwarte hand". Dit gezelschap was in 1983 ontstaan na de opsplitsing van theatergezelschap Wiedus.
In januari 2004 ontving Kockelmann de Erasmusspeld uit handen van wethouder De Faria.
Louis Kockelmann is de oom van de journalist en televisiepresentator Sven Kockelmann.